# Cerapachys sjostedti
Cerapachys sjostedti é uma espécie de formiga do gênero Cerapachys.